# Colección Arqueológica de Monemvasía
La Colección Arqueológica de Monemvasía es una colección o museo de Grecia ubicada en la localidad de Monemvasía de la región de Laconia. 
Se encuentra ubicada en un edificio histórico que tuvo función de mezquita en el siglo XVI y posteriormente funcionó como un edificio público, como prisión y como cafetería antes de ser inaugurado como sede de la colección arqueológica en 1999.
Esta colección expone aspectos relacionados con la historia de Monemvasía, a través de hallazgos arqueológicos de la ciudad y su área circundante, desde su fundación en el siglo VI hasta el siglo XIX, como su actividad marítima, sus productos —entre los que destaca el vino— y sus actividades sociales, religiosas y artísticas. 
Entre la colección expuesta se hallan piezas escultóricas —algunas relacionadas con el agua, otras relacionadas con la religión—, objetos de cerámica, miniaturas artísticas, otros objetos artesanos para actividades cotidianas y escudos de armas.